# Tramlijn C (Straatsburg)
Lijn C van de tram van Straatsburg is een tramlijn in de agglomeratie van Straatsburg. De lijn telt 17 stations en loopt van station Strasbourg-Ville naar Neuhof Rodolphe Reuss via het tot 2007 centrale overstapstation Homme de Fer.

## Geschiedenis

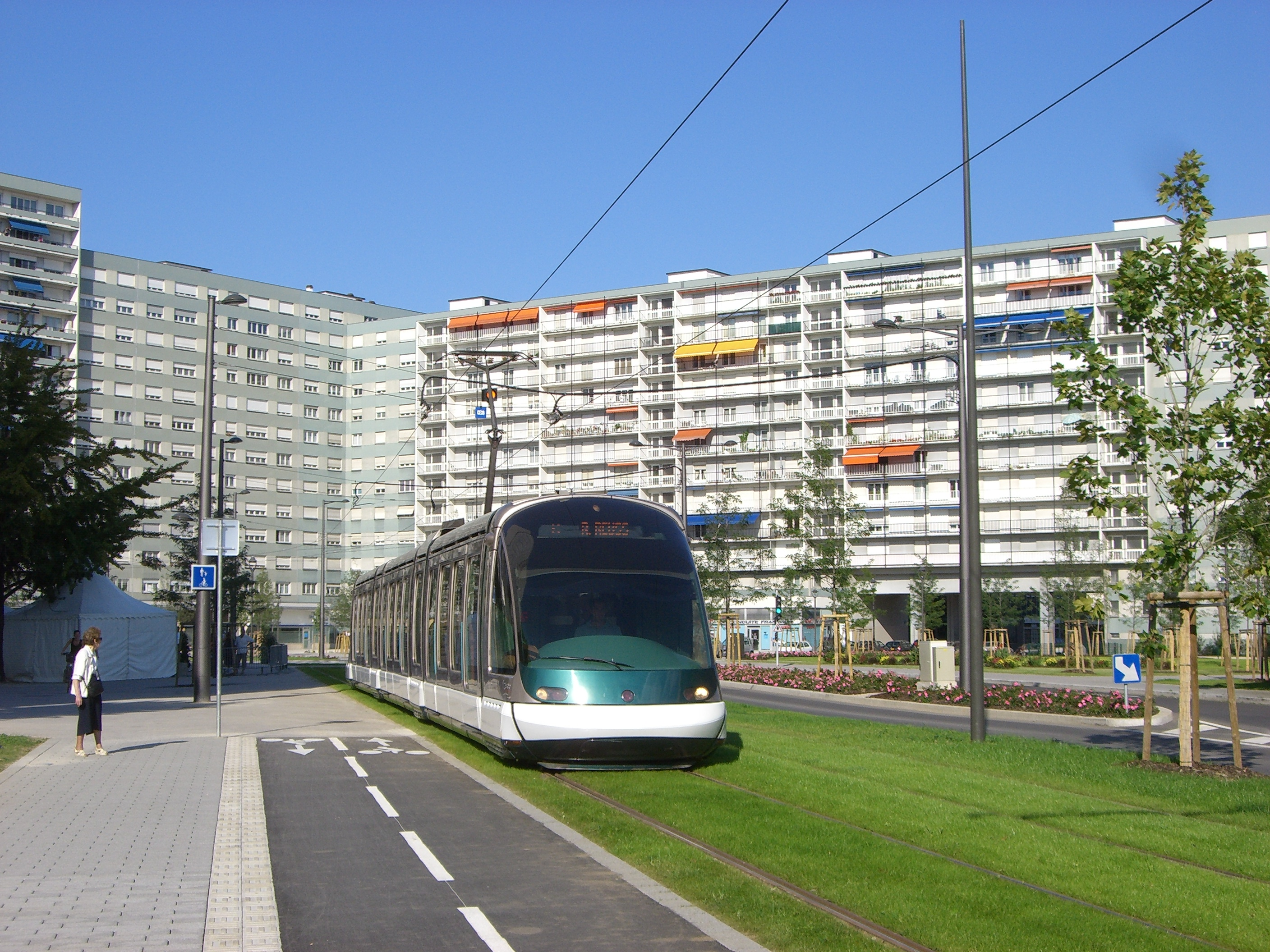
Een Eurotram bij halte Esplanade.

- 1 september 2000
 Lijn C van de tram van Straatsburg gaat in dienst. De eindpunten zijn Elsau, gebouwd om de nieuwbouwwijk Elsau te bedienen en Esplanade, en de lijn gaat via de universiteit.
- 25 augustus 2007
 Een verlenging van 4.2 km gaat in bedrijf. De verlenging loopt van het station Esplanade tot aan Neuhof Rodolphe Reus in het zuiden van de stad.
- 27 november 2010
 Lijn C verandert van route. Het westelijke eindpunt is meer Elsau, naar het Gare Centrale, en loopt via de halte Faubourg de Saverne. De lijn gaat niet meer langs de haltes vanaf Alt Winmarik Elsau, welke nu bediend worden door de dan nieuwe lijn F. Op het Gare Centrale heeft de lijn aan de zijkant een kopeindpunt en maakt geen gebruik van de tramtunnel.

## Reistijden
De reistijden vanaf Gare Centrale zijn:
- Homme de Fer in 6 minuten
- République in 9/10 minuten
- Observatoire in 13/15 minuten
- Jean Jaurès in 20/23 minuten
- Kibitzenau in 27 minuten
- Neuhof Rodolophe Reuss in 29 minuten

## Exploitatie
Tramlijn C wordt geëxploiteerd tussen half vijf 's ochtends en half een 's nachts van maandag t/m zaterdag en tussen half zes en half een op zon-en feestdagen. De lijn rijdt niet op 1 mei. Van half zes 's ochtends tot acht uur 's avonds rijdt er van maandag t/m zaterdag elke zes minuten een tram, op andere momenten elke vijftien minuten.

## Verlengingen
Tussen 2021 en 2025 wordt de lijn verlengd met 2,8 kilometer in de richting van Neuhof Stockfeld. De verlenging naar het hart van Meineau is genannuleerd en vervangen door een HOV-bus welke tussen 2016 en 2020 in dienst gaat.